# Elecciones estatales de Guanajuato de 1988
Las elecciones estatales de Guanajuato de 1988 se llevó a cabo el miércoles 6 de julio de 1988, simultáneamente con las elecciones presidenciales, y en ellas fueron los siguientes cargos de elección popular en el estado mexicano de Guanajuato:
- 46 Ayuntamientos Formados por un Alcalde Municipal y regidores, electo para un período de tres años no reelegibles para un período inmediato.
- Diputados al Congreso de Guanajuato Electos por mayoría de cada uno de los Distritos Electorales.

## Resultados Electorales

### Ayuntamientos

#### Ayuntamiento de Guanajuato
- Eduardo Knapp Aguilar  Hecho

#### Ayuntamiento de León
- Carlos Medina Plascencia  Hecho

#### Ayuntamiento de Celaya
- Francisco Javier Mendoza Márquez  Hecho

#### Ayuntamiento de Salamanca
- Rogelio Gutiérrez Solórzano  Hecho

#### Ayuntamiento de Abasolo
- Isidro Conríquez Aguilar  Hecho

#### Ayuntamiento de Irapuato
- Juan Solórzano Zavala  Hecho